# Устія (Глоденський район)
Устія (рум. Ustia) — село у Глоденському районі Молдови. Утворює окрему комуну.

## Населення
За даними перепису населення 2004 року у селі проживали 1972 особи.
Національний склад населення села:
| Національність       | Кількість осіб | Відсоток   |
| -------------------- | -------------- | ---------- |
| молдавани румуни     | 1946 3         | 98,7% 0,2% |
| українці             | 12             | 0,6%       |
| росіяни              | 5              | 0,3%       |
| болгари              | 1              | 0,1%       |
| поляки               | 1              | 0,1%       |
| інша / без відповіді | 4              | 0,2%       |
| Всього               | 1972           | 100%       |

## Відомі люди
- Баланіч Олександр Михайлович (1954) — доктор технічних наук, перший проректор, проректор з навчальної частини Бельцкого державного університету ім. Алеку Руссо.